# NGC 7650
NGC 7650 est une galaxie spirale barrée (intermédiaire?) située dans la constellation du Toucan. Sa vitesse par rapport au fond diffus cosmologique est de 3 222 ± 13 km/s, ce qui correspond à une distance de Hubble de 47,5 ± 3,3 Mpc (∼155 millions d'al). NGC 7650 a été par l'astronome britannique John Herschel le 28 octobre 1834.
Selon la base de données Simbad, NGC 7650 est une galaxie de Seyfert de type 2.

## Supernova
La supernova SN 1995W a été découverte dans NGC 7650 le 5 aout 1995 par un dénommé Williams Martin. Cette supernova était de type II et sa magnitude au moment de sa découverte était de 18,1.

## Triplet de galaxies de NGC 7650

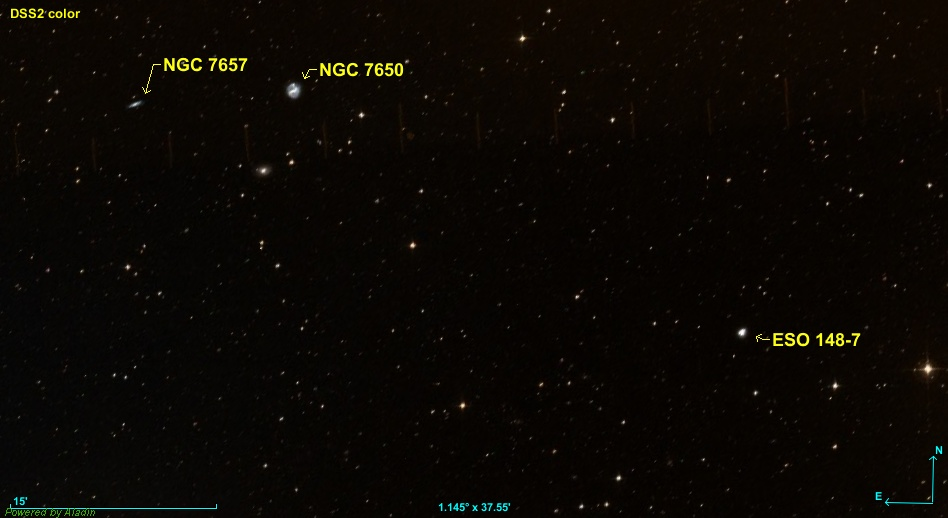
Le triplet de galaxies de NGC 7650.

Un article publié en l'an 2000 mentionne que NGC 7650 fait partie d'un triplet de galaxies. Cependant, on ne trouve nulle par dans cet article une désignation conventionnelle des galaxies. Le logiciel Aladin permet cependant de trouver les deux autres galaxies dans le voisinage de NGC 7650. Il s'agit de NGC 7657 et de ESO 148-7dont les distances de Hubble sont respectivement égales à 44,543 12 Mpc (∼145 millions d'al) et à 44,603 23 Mpc (∼145 millions d'al).